# Карлсбори
Карлсбори (на шведски: Karlsborg) е град в Южна Швеция. Разположен е по западния бряг на езерото Ветерн. Той е главен административен център на едноименната община Карлсбори в лен Вестра Йоталанд. Основан през 1819 г. На 85 km на север от Карлсбори е град Аскершунд. На 32 km на запад е град Тибру. Карлсбори е крайна жп гара на линията Шьовде-Тибру-Карлсбори. Има летище и малко пристанище на брега на езерото Ветерн. На север от Карлсбори се намира националния парк Тиведен. Население 3551 жители по данни от преброяването през 2010 г.